# Мёртвые души
«Мёртвые ду́ши» (полное название — «Похождения Чичикова, или Мёртвые души», рус. дореф. Похожденія Чичикова, или Мертвыя души) — произведение Николая Васильевича Гоголя, жанр которого сам автор обозначил как «поэма». 
Писать это произведение Гоголь начал в 1835 году как трёхтомник. Первый том был издан в 1842 году. Почти полностью готовый второй том был утерян, но сохранилось несколько глав в черновиках. Третий том не был начат, о нём остались только отдельные сведения, которые были опубликованы вскоре после смерти автора в 1852 году.
«Норвежским книжным клубом» произведение было включено в список наиболее значимых произведений мировой литературы под названием «Всемирная библиотека».

## История создания
Сюжет поэмы был подсказан Гоголю А. С. Пушкиным предположительно в сентябре 1831 года. Сведения об этом восходят к «Авторской исповеди», написанной в 1847 году и опубликованной посмертно в 1855 году, и подтверждаются надёжными, хотя и косвенными, свидетельствами.

Известно, что Гоголь взял у него мысль «Ревизора» и «Мёртвых душ», но менее известно, что Пушкин не совсем охотно уступил ему своё достояние.
— П. В. Анненков
Замысел для «Мёртвых душ» зародился у Пушкина во время его кишинёвской ссылки. Ему якобы рассказали, о чём свидетельствовал полковник Липранди, что в городе Бендеры, со времени присоединения к России, кроме военных никто не умирает. Дело в том, что в начале XIX века в Бессарабию бежало достаточно много крестьян из центральных губерний Российской империи. Полиция обязана была выявлять беглецов, но часто безуспешно — они принимали имена умерших. В результате в Бендерах в течение нескольких лет не было зарегистрировано ни одной смерти. Началось официальное расследование, выявившее, что имена умерших отдавались беглым крестьянам, не имевшим документов. Много лет спустя похожую историю Пушкин, творчески преобразовав, рассказал Гоголю.
Документированная история создания произведения начинается 7 октября 1835 года. В письме Пушкину, датированном этим днём, Гоголь впервые упоминает «Мёртвые души»:

Начал писать Мёртвых душ. Сюжет растянулся на предлинный роман и, кажется, будет сильно смешон.
Первые главы Гоголь читал Пушкину перед своим отъездом за границу. Работа продолжилась осенью 1836 года в Швейцарии, затем в Париже и позднее — в Италии. К этому времени у автора сложилось отношение к своему произведению как к «священному завещанию поэта» и литературному подвигу, имеющему одновременно значение патриотического, долженствующему открыть судьбы России и мира. В Баден-Бадене в августе 1837 года Гоголь читал незаконченную поэму в присутствии фрейлины императорского двора Александры Смирновой (урождённой Россет) и Андрея Карамзина (сына знаменитого беллетриста); в октябре 1838 года читал часть рукописи Александру Тургеневу. Работа над первым томом проходила в Риме в конце 1837 года — начале 1839 года, летом 1838 года — в Кастелламмаре, на даче Репниных-Волконских.
По возвращении в Россию Гоголь читал главы из «Мёртвых душ» в доме Аксаковых в Москве в сентябре 1839 года, затем в Санкт-Петербурге у Василия Жуковского, Николая Прокоповича и других близких знакомых. Окончательной отделкой первого тома писатель занимался в Риме с конца сентября 1840 года по август 1841 года.
Вернувшись в Россию, Гоголь читал главы поэмы в доме Аксаковых и готовил рукопись к изданию. На заседании Московского цензурного комитета 12 декабря 1841 года выяснились препятствия к публикации рукописи, переданной на рассмотрение цензору Ивану Снегирёву, который, по всей вероятности, ознакомил автора с могущими возникнуть осложнениями. Опасаясь цензурного запрета, в январе 1842 года Гоголь через Белинского переправил рукопись в Санкт-Петербург и просил друзей А. О. Смирнову, Владимира Одоевского, Петра Плетнёва, Михаила Виельгорского помочь с прохождением цензуры.
9 марта 1842 года книга была разрешена цензором Александром Никитенко, однако с изменённым названием и без «Повести о капитане Копейкине». Ещё до получения цензурного экземпляра рукопись начали набирать в типографии Московского университета. Гоголь сам взялся оформить обложку романа, написал мелкими буквами «Похождения Чичикова, или» и крупными — «Мёртвые души». В мае 1842 года книга вышла под названием «Похождения Чичикова, или Мёртвые души, поэма Н. Гоголя». В СССР и современной России заглавие «Похождения Чичикова» не используется.
Гоголь, подобно Данте Алигьери, предполагал сделать поэму трёхтомной и писал второй том, где выводились положительные образы и делалась попытка изобразить нравственное перерождение Чичикова. Работу над вторым томом Гоголь начал предположительно в 1840 году. Работа над ним продолжалась в Германии, Франции и, главным образом, в Италии. При работе над вторым томом значение произведения в представлении писателя вырастало за границы собственно литературных текстов, что делало замысел практически нереализуемым. Существует несколько версий о судьбе второго тома:
- литературная легенда: Гоголь ранним утром 12 февраля 1852 г. сознательно сжёг произведение, которым был недоволен;
- реконструкция: Гоголь, вернувшись со всенощной в состоянии полного упадка, по ошибке сжёг беловик вместо предназначенных для сожжения черновиков;
- гипотетическая версия: Гоголь к концу 1851 г. закончил второй том «Мёртвых душ», по мнению автора и его слушателей, — шедевр; в феврале 1852 г., чувствуя приближение своей смерти, Гоголь сжёг ненужные черновики и бумаги, а после его смерти рукопись второго тома «Мёртвых душ» попала к графу А. Толстому и по сей день пребывает где-то в целости и сохранности.

Черновые рукописи четырёх глав второго тома (в неполном виде) были обнаружены при вскрытии бумаг писателя, опечатанных после его смерти. Вскрытие произвели 28 апреля 1852 года С. П. Шевырёв, граф А. П. Толстой и московский гражданский губернатор Иван Капнист (сын поэта и драматурга В. В. Капниста). Перебеливанием рукописей занимался Шевырёв, который также хлопотал об их издании. Списки второго тома распространились ещё до его издания. Впервые сохранившиеся главы второго тома «Мёртвых душ» были изданы в составе Полного собрания сочинений Гоголя летом 1855 года. Печатаемая ныне вместе с первыми четырьмя главами второго тома одна из последних глав принадлежит к более ранней, чем остальные главы, редакции.
Летом 2009 года украинский телеканал «Интер» сообщил, что в США найдены 163 рукописные страницы второго тома «Мёртвых душ». Владелец Тимур Абдуллаев сообщил, что направил рукопись на оценку экспертам в лабораторию консервации и реставрации документов Архива РАН, а также специалистам аукциона «Кристис», которые сделали осторожные выводы об аутентичности находки.

## Сюжет

### Первый том
Книга рассказывает о похождениях Павла Ивановича Чичикова, главного героя поэмы, бывшего коллежского советника, выдающего себя за помещика. Он приезжает в некий губернский «город NN» и пытается войти в доверие ко всем сколько-либо важным обитателям города, что ему успешно удаётся. Герой становится крайне желанным гостем на балах и обедах. Горожане не догадываются об истинных целях Чичикова. Его цель заключается в скупке или безвозмездном приобретении умерших крестьян, которые по ревизским сказкам ещё числились как живые у местных помещиков, и последующем оформлении их на своё имя как живых с тем, чтобы впоследствии, предложив их в качестве залога в Опекунский Совет, взять большой денежный кредит (ссуду). О характере, прошлой жизни Чичикова и о его дальнейших намерениях насчёт «мёртвых душ» рассказывается в последней, одиннадцатой главе.
Чичиков любыми способами пытается разбогатеть, добиться высокого социального статуса. В прошлом он служил в таможне, за взятки позволял контрабандистам беспрепятственно переправлять товары через границу, однако поссорился с сообщником, и тот написал на него донос, после чего афера раскрылась, и оба оказались под следствием. Сообщник попал в тюрьму, а Чичиков, применив все извороты своего ума, все бывшие связи и дав взятки, обработал дело таким образом, что и отставлен был не с таким бесчестьем, как товарищ, уклонился от уголовного суда и даже сумел утаить часть денег.
Чичиков только улыбался, слегка подлётывая на своей кожаной подушке, ибо любил быструю езду. И какой же русский не любит быстрой езды? Его ли душе, стремящейся закружиться, загуляться, сказать иногда: «чёрт побери всё!» — его ли душе не любить её?

### Второй том
В полном собрании сочинений и писем Гоголя (2009) приводится текст нескольких глав второго тома, которые являются рабочими или черновыми версиями с набросками, приложением и комментариями. Некоторые герои в разных местах имеют разные имена, фамилии, возраст. 
Попутешествовав по стране, Чичиков останавливается у помещика Тентетникова (Бертенникова), который в ссоре с генералом Бетрищевым, но влюблён в его дочь Улинку. Чичиков мирит помещика и генерала, дело кончается обручением и покупкой Чичиковым новых партий мёртвых душ. С радостным известием о помолвке Чичиков соглашается навестить многих родственников и знакомых Бетрищева. Переходя от поместья к поместью Чичиков опять встречает на всём пути чудаковатых и нелепых персонажей. В конце концов Чичикова арестовывают за попытку подделать завещание богатой старухи Хлобуевой. Чичиков вынужден бежать. Произведение заканчивается на полуслове, когда князь-губернатор, устроивший арест Чичикова, произносит патриотическую речь, в которой призывает бороться с коррупцией.
Согласно легенде, Н. В. Гоголь сжёг второй том «Мёртвых душ», так как посчитал это недостойным произведением.

### Третий том
Третий том «Мёртвых душ» не был написан вообще, но были сведения, что в нём два героя из второго тома (Тентетников и Улинька) ссылаются в Сибирь (Гоголь собирал материалы о Сибири и Сибирском крае), где и должно происходить действие; туда же попадает и Чичиков. Вероятно, в этом томе предыдущие персонажи или их аналоги, пройдя «чистилище» второго тома, должны были предстать перед читателем некими идеалами для подражания. Например, Плюшкин из скаредного и мнительного маразматика первого тома должен был превратиться в благодетельного странника, помогающего неимущим и своим ходом попавшего к месту событий. У автора был задуман монолог от лица этого героя. О других персонажах и подробностях действия третьего тома сегодня неизвестно.

## Действующие лица

### 1 том

#### Чичиков, его слуги и экипаж
- Павел Иванович Чичиков — бывший чиновник (коллежский советник в отставке), а ныне — махинатор: занимается скупкой так называемых «мёртвых душ» (письменных сведений об умерших со времени последней ревизии крестьян) для заклада их как живых, чтобы взять кредит в банке и приобрести вес в обществе. Одевается щегольски, следит за собой и после дальней и пыльной российской дороги умудряется выглядеть, как будто только что от портного и цирюльника.
- Селифан — кучер Чичикова, невысок ростом, любит хороводы с породистыми и стройными девками. Знаток характеров лошадей. Имеет пристрастие к спиртным напиткам. Одевается по-мужицки.
- Петрушка — слуга Чичикова, 30 лет (в первом томе), большенос и большегуб, любитель кабаков и хлебных вин. Грамотен, в свободное время любит читать, обожает прихвастнуть своими путешествиями. От нелюбви к бане везде, где он есть, появляется неповторимое амбре Петрушки. Облачается в несколько великоватые ему поношенные одежды с барского плеча.
- Чубарый, Гнедой и каурый Заседатель — тройка коней Чичикова, соответственно; правый пристяжной, коренной и левый пристяжной. Гнедой и Заседатель — честные трудяги, а Чубарый же, по мнению Селифана, — хитрец и только делает вид, что тянет оглоблю.

#### Жителигорода Nи окрестностей
- Губернатор
- Губернаторша
- Дочь губернатора
- Вице-губернатор
- Председатель палаты
- Полицеймейстер
- Почтмейстер
- Прокурор
- Манилов — помещик (фамилия «Манилов» стала нарицательным для обозначения бездеятельного мечтателя, а мечтательное и бездеятельное отношение ко всему окружающему стало называться «маниловщиной»)
- Лизонька, жена Манилова
- Фемистоклюс — старший сын Манилова, 8 лет
- Алкид — младший сын Манилова, 6 лет
- Настасья Петровна Коробочка — помещица;
- Ноздрёв — помещик
- Мижуев — зять Ноздрёва
- Михаил Семёнович Собакевич — помещик
- Феодулия Ивановна — жена Собакевича
- Степан Плюшкин — помещик
- Дядя Митяй
- Дядя Миняй
- Анна Григорьевна — «дама приятная во всех отношениях»
- Софья Ивановна — «просто приятная дама»

### 2 том
- Чичиков Павел Иванович — по мнению Тентетникова, первый человек в его жизни, с которым можно век прожить и не поссориться. Со времени действия первого тома немного постарел, но тем не менее стал ещё ловчее, легче, обходительнее и приятнее. Снова ведёт цыганскую жизнь, пробует заниматься скупкой умерших крестьян, но мало что удаётся приобресть: у помещиков появилась мода закладывать души в Опекунский совет. Покупает небольшое имение у одного из помещиков, а ближе к концу поэмы попадается на афере с чужим наследством. Вовремя не уехав из города, едва не сгинул в тюрьмах и каторгах. Сделает благоприятное дело: помирит Бетрищева и Тентетникова, обеспечив тем самым свадьбу последнего с дочерью генерала Улинькой.
- Тентетников (Дерпенников) Андрей Иванович, помещик, 32 года. Литературный предвестник Обломова: долго просыпается, носит халат, принимает гостей и выходит из дому редко. Характер его со сложностями, обладает способностью от избытка чувства справедливости почти со всеми быть во вражде. Образован, честолюбив, некоторое время жил в столице и служил чиновником. Входил в филантропический кружок, где верховодил и собирал членские взносы; как оказалось, прообраз Остапа Бендера того времени. Вышел из кружка, затем повздорил с начальником по службе, бросил надоевшую карьеру и вернулся в имение. Пытался изменить жизнь своих крестьян к лучшему, но, натолкнувшись на взаимное непонимание и противодействие с их стороны, бросает и это дело. Пытается писать научный труд, умеет рисовать.

«… Тентетников принадлежал к семейству тех людей, которые на Руси не переводятся, которым прежде имена были: увальни, лежебоки, байбаки, и которых теперь, право, не знаю, как назвать. Родятся ли уже такие характеры, или потом образуются, как порождение печальных обстоятельств, сурово обстанавливающих человека? … Где же тот, кто бы на родном языке русской души нашей умел бы нам сказать это всемогущее слово: вперёд! кто, зная все силы, и свойства, и всю глубину нашей природы, одним чародейным мановеньем мог бы устремить нас на высокую жизнь? Какими слезами, какой любовью заплатил бы ему благодарный русской человек. Но веки проходят за веками, полмиллиона сидней, увальней и байбаков дремлет беспробудно, и редко рождается на Руси муж, умеющий произносить это всемогущее слово»
— Н. В. Гоголь, Мёртвые души, том второй (позднейшая редакция), глава первая
В отличие от гончаровского героя, Тентетников не погрузился окончательно в обломовщину. Он войдёт в антиправительственную организацию и попадёт под суд по политическому делу. У автора для него была задумана роль в ненаписанном третьем томе.
- Александр Петрович — первый директор училища, которое посещал Тентетников.

«… Александр Петрович одарён был чутьём слышать человеческую природу… Он обыкновенно говорил: „Я требую ума, а не чего-либо другого. Кто помышляет быть умным, тому некогда шалить: шалость должна исчезнуть сама собою“. Многих резвостей он не удерживал, видя в них начало развитья свойств душевных и говоря, что они ему нужны, как сыпи врачу,— затем, чтобы узнать достоверно, что именно заключено внутри человека. Учителей у него не было много: большую часть наук читал он сам. Без педантских терминов, напыщенных воззрений и взглядов умел он передать самую душу науки, так что и малолетнему было видно, на что она ему нужна… Но нужно же, чтобы в то самое время, когда он (Тентетников) переведён был в этот курс избранных, … необыкновенный наставник скоропостижно умер… Всё переменилось в училище. На место Александра Петровича поступил какой-то Фёдор Иванович…»
— Н. В. Гоголь, Мёртвые души, том второй (позднейшая редакция), глава первая
- Фёдор Иванович — соответственно новый директор.

«… В свободной развязности детей первого курса почудилось ему что-то необузданное. Начал он заводить между ними какие-то внешние порядки, требовал, чтобы молодой народ пребывал в какой-то безмолвной тишине, чтобы ни в каком случае иначе все не ходили, как попарно. Начал даже сам аршином размерять расстоянье от пары до пары. За столом, для лучшего вида, рассадил всех по росту…»
— Н. В. Гоголь, Мёртвые души, том второй (ранняя редакция), глава первая

«… И точно как бы назло своему предшественнику объявил с первого дня, что для него ум и успехи ничего не значат, что он будет смотреть только на хорошее поведение… Странно: хорошего-то поведения и не добился Фёдор Иванович. Завелись шалости потаённые. Всё было в струнку днём и шло попарно, а по ночам развелись кутежи… Потерялось уважение к начальству и власти: стали насмехаться и над наставниками и над преподавателями»— Н. В. Гоголь, Мёртвые души, том второй (позднейшая редакция), глава первая

«… до кощунства и насмешек над самою религиею из-за того только, что директор требовал частого хождения в церковь и попался плохой священник [не весьма умный поп (в поздней редакции)]»
— Н. В. Гоголь, Мёртвые души, том второй (ранняя редакция), глава первая

«… Директора стали называть Федькой, Булкой и другими разными именами. Разврат завёлся уже вовсе не детский… ночные оргии товарищей, которые обзавелись какой-то дамой [любовницей — одной на восемь человек (в ранней редакции)] перед самыми окнами директорской квартиры…

С науками тоже случилось что-то странное. Выписаны были новые преподаватели, с новыми взглядами и точками воззрений…»— Н. В. Гоголь, Мёртвые души, том второй (позднейшая редакция), глава первая

«…Читали они учёно, забросали слушателей множеством новых терминов и слов. Видна была и логическая связь, и следованье за новыми открытиями, но увы! не было только жизни в самой науке. Мертвечиной стало всё это казаться в глазах уж начавших понимать слушателей… Он (Тентетников) слушал горячившихся на кафедре профессоров, а вспоминал прежнего наставника, который, не горячась, умел говорить понятно. Он слушал и химию, и философию прав, и профессорские углубления во все тонкости политических наук, и всеобщую историю человечества в таком огромном виде, что профессор в три года успел только прочесть введение да развитие общин каких-то немецких городов; но всё это оставалось в голове его какими-то безобразным клочками. Благодаря природному уму он чувствовал только, что не так должно преподаваться… Честолюбье было возбуждено в нём сильно, а деятельности и поприща ему не было. Лучше б было и не возбуждать его!..»
— Н. В. Гоголь, Мёртвые души, том второй (ранняя редакция), глава первая
- Генерал Бетрищев, помещик, сосед Тентетникова. Вид имеет гордого римского патриция, крупен, усат и величав. Добросердечен, но любит властвовать и подтрунивать над другими. Что на уме, то и на языке. Характер противоречивый до самодурства и, как у Тентетникова, самолюбивый.
- Улинька — дочь Бетрищева, невеста Тентетникова. Красивая, естественная, очень живая, благородного вида девушка из тех, на ком любая вещь хорошо сидит. Чичиков, впечатлившись её красотой, всё-таки отметил в ней недостаток толщины (в ранней редакции). О характере её известно немного (половина второй главы в черновиках потеряна), но автор ей симпатизирует и избрал героиней третьего тома.

«… Если бы в тёмной комнате вдруг вспыхнула прозрачная картина, освещённая сзади лампою, она бы не поразила так, как эта сиявшая жизнью фигурка, которая точно предстала затем, чтобы осветить комнату. Казалось, как бы вместе с нею влетел солнечный луч в комнату, озаривши вдруг потолок, карниз и тёмные углы её… Трудно было сказать, какой земли она была уроженка. Такого чистого, благородного очертанья лица нельзя было отыскать нигде, кроме разве только на одних древних камейках. Прямая и лёгкая, как стрелка, она как бы возвышалась над всеми своим ростом. Но это было обольщение. Она было вовсе не высокого роста. Происходило это от необыкновенной стройности и гармонического соотношения между собой всех частей тела, от головы до пальчиков…»
— Н. В. Гоголь, Мёртвые души, том второй, глава вторая
- Петух Пётр Петрович, помещик. Крайне толстый, очень добрый, весёлый и деятельный человек, большой гостеприимец. Сердится только тогда, когда кто-то у него в гостях плохо ест. Наблюдая и руководя работой мужиков, любит добродушно поругивать их ради «пряного» слова. Хороший хозяин в своём натуральном имении, но, по мнению Чичикова, плохой счетовод деньгам. Может часами обедать, потчевать гостей и вести аппетитные беседы о еде и способах её приготовления, в голове у него целый фолиант о вкусной и здоровой пище. Ради еды способен на подвиг: сам лично, как в бой, бросается в середину пруда помогать своим людям вытаскивать огромного осетра. В отличие от злобного обжоры первого тома Собакевича, Пётр Петрович — натура не без романтизма: любит прокатиться с гостями по вечернему озеру на большой гребной лодке и спеть удалую песню. Заложил своё имение («как все»), чтобы на полученные деньги вместе с семьёй ехать в свет, в Москву или в Петербург.

"«Дурак, дурак!» — думал Чичиков.— «промотает всё и детей сделает мотишками. Именьице порядочное. Поглядишь — и мужикам хорошо, и им недурно. А как просветятся там у ресторанов да по театрам — всё пойдёт к чёрту. Жил бы себе, кулебяка, в деревне… Ну как этакому человеку ехать в Петербург или в Москву? С этаким хлебосольством он там в три года проживётся в пух!» То есть он не знал того, что теперь это усовершенствовано: и без хлебосольства спустить не в три года, а в три месяца всё.

— «А ведь я знаю, что вы думаете»,— сказал Петух.

— «Что?» — спросил Чичиков, смутившись.

— «Вы думаете: „Дурак, дурак этот Петух, зазвал обедать, а обеда до сих пор нет“. Будет готов, почтеннейший, не успеет стриженая девка косы заплесть, как он поспеет…»«
— Н. В. Гоголь, Мёртвые души, том второй (позднейшая редакция), глава третья
- Алексаша и Николаша — сыновья Петра Петровича Петуха, гимназисты.

»… которые так и хлопали рюмку за рюмкой; вперёд видно было, на какую часть человеческих познаний обратят они внимание по приезде в столицу"
— Н. В. Гоголь, Мёртвые души, том второй (позднейшая редакция), глава третья
- Платонов Платон Михайлович — богатый барин, очень красивый молодой человек высокого роста, но по жизни одолеваемый хандрой, не нашедший себе интереса. По мнению брата Василия, неразборчив на знакомства. Соглашается сопроводить Чичикова в его странствиях, дабы путешествием развеять наконец эту скуку. Чичиков был очень рад такому спутнику: на него можно было спихнуть все дорожные расходы и при случае занять крупную сумму денег.
- Вороной-Дрянной — помещик, деятель некоего подполья.
- Скудрожогло (Костанжогло, Попонжогло, Гоброжогло, Берданжогло) Константин Фёдорович — помещик около сорока лет. Южной внешности, смуглый и энергичный человек с очень живыми глазами, правда несколько жёлчный и горячечный; сильно критикует ставшие модными на Руси иностранные порядки и моды. Идеальный хозяйственник, помещик не с рождения, а от природы. Недорого приобрёл разорённое хозяйство и за несколько лет увеличил доход в несколько раз. Скупает земли окрестных помещиков и, по мере развития хозяйства, становится мануфактурным капиталистом. Живёт аскетично и просто, никаких интересов, не приносящих честный доход, не имеет. Чичиков был поражён способности Скудрожогло «из любой дряни» получать пользу и прибыль и, вдохновившись его примером, решил стать помещиком и хозяином настоящих, а не мёртвых душ. Тем не менее в конце второго тома прохиндейская натура Павла Ивановича снова взяла верх.

«… о Константине Фёдоровиче — что уж говорить! это Наполеон своего рода…»
— Н. В. Гоголь, Мёртвые души, том второй (позднейшая редакция), глава четвёртая
Существует предположение, что прототипом этого героя был известный промышленник Дмитрий Бенардаки.
- Жена Скудрожогло — сестра Платоновых, внешне похожа на Платона. Под стать мужу, очень хозяйственная женщина.
- Полковник Кошкарёв — помещик. Вид имеет очень строгий, сухое лицо предельно серьёзно. Завалил хозяйство и разорился, но зато создал «идеальную» систему управления имением в виде всевозможных присутственных мест в беспорядке выстроенных по деревне, комиссий, подкомиссий и бумагооборота между ними; чиновники — бывшие крестьяне: пародия на развитую бюрократическую систему в неразвитой стране. На вопрос Чичикова о покупке мёртвых душ, дабы показать, как отлажено работает его управленческий аппарат, поручает это дело в письменном виде в свои департаменты. Пришедший к вечеру длинный письменный ответ во-первых, отчитывает Чичикова за то, что тот не имеет соответствующего образования, раз называет ревизские души мёртвыми: мёртвые не приобретаются и вообще, образованным людям доподлинно известно, что душа бессмертна; во-вторых, все ревизские души давно заложены и перезаложены в ломбард.

« — „Так зачем же вы мне этого не объявили прежде? Зачем из пустяков держали?“ — сказал с сердцем Чичиков.
— „Да ведь как же я мог знать об этом сначала? В этом-то и выгода бумажного производства, что вот теперь всё, как на ладони, оказалось ясно…“

„Дурак ты, глупая скотина!“ — думал про себя Чичиков. — „В книгах копался, а чему выучился?“ Мимо всяких учтивств и приличий, схватил он шапку — из дому. Кучер стоял, пролётки наготове и лошадей не откладывал: о корме пошла бы письменная просьба, и резолюция — выдать овёс лошадям — вышла бы только на другой день»
— Н. В. Гоголь, Мёртвые души, том второй (ранняя редакция), глава третья
- Хлобуев Семён Семёнович (Пётр Петрович) — обнищавший помещик, 40—45 лет. Мот и прожектёр, давно увязший в долгах и при этом умудряющийся оставаться на плаву. Способен на последние деньги задать светский раут, угостить всех шампанским (настоящим французским), а назавтра опять нищебродствовать до лучших времён. Продал своё имение Чичикову за 30 тысяч рублей. Затем попал в зависимость к Муразову (см. ниже).

«В речах его оказалось столько познанья людей и света! Так хорошо и верно видел он многие вещи, так метко и ловко очерчивал в немногих словах соседей помещиков, так видел ясно недостатки и ошибки всех… так оригинально и метко умел передать малейшие их привычки, что оба они были совершенно обворожены его речами и готовы были признать его за умнейшего человека.

— „Послушайте“,— сказал Платонов,..— „как вам при таком уме, опытности и познаниях житейских не найти средств выпутаться из вашего затруднительного положения?“

— „Средства-то есть“,— сказал Хлобуев и вслед за тем выложил им целую кучу прожектов. Все они были до того нелепы, так странны, так мало истекали из познанья людей и света, что оставалось только пожимать плечами: „Господи боже, какое необъятное расстояние между знанием света и умением пользоваться этим знанием!“. Почти все прожекты основывались на потребности вдруг достать откуда-нибудь сто или двести тысяч…

„Что с ним делать“ — подумал Платонов. Он ещё не знал того, что на Руси, на Москве и других городах, водятся такие мудрецы, жизнь которых — необъяснимая загадка. Всё, кажется, прожил, кругом в долгах, ниоткуда никаких средств, и обед, который задаётся, кажется, последний; и думают обедающие, что завтра же хозяина потащат в тюрьму. Проходит после того десять лет — мудрец всё ещё держится на свете, ещё больше прежнего кругом в долгах и так же задаёт обед, и все уверены, что завтра же потащат хозяина в тюрьму. Такой же мудрец был Хлобуев. Только на одной Руси можно было существовать таким образом. Не имея ничего, он угощал и хлебосольничал, и даже оказывал покровительство, поощрял всяких артистов, приезжавших в город, давал им у себя приют и квартиру… Иногда по целым дням не было ни крохи в доме, иногда же задавали в нём такой обед, который удовлетворил бы вкусу утончённейшего гастронома. Хозяин являлся праздничный, весёлый, с осанкой богатого барина, с походкой человека, жизнь которого протекает в избытке и довольстве. Зато временами бывали такие тяжёлые минуты (времена), что другой бы на его месте повесился или застрелился. Но его спасало религиозное настроение, которое странным образом совмещалось в нём с беспутною его жизнью… И — странное дело! — почти всегда приходила к нему… неожиданная помощь…»
— Н. В. Гоголь, Мёртвые души, том второй (ранняя редакция), глава четвёртая
- Платонов Василий Михайлович — помещик. На брата не похож ни внешне, ни характером, весёлый и добросердечный человек. Хозяин не хуже Скудрожогло и, как сосед, не в восторге от немецких влияний.
- Леницын Алексей Иванович — помещик, его превосходительство. Волею не очень серьёзных обстоятельств продал Чичикову мёртвые души, о чём впоследствии, когда на Павла Ивановича завели дело, очень сожалел.
- Чегранов — помещик.
- Муразов Афанасий Васильевич — откупщик, удачливый и умный финансист и своего рода олигарх девятнадцатого века. Скопив 40 миллионов рублей и решил на свои деньги спасать Россию; правда, его методы сильно смахивают на создание секты. Любит «с руками и ногами» влезать в чужую жизнь и наставлять на путь истинный (по его мнению).

«— Знаете ли, Пётр Петрович (Хлобуев)? отдайте мне на руки это — детей, дела; оставьте и семью (супругу) вашу… Ведь обстоятельства ваши таковы, что вы в моих руках… Наденьте простую сибирку… да с книгой в руках, на простой тележке и отправляйтесь по городам и деревням… (просить деньги на церковь и собирать сведения обо всех)»
— Н. В. Гоголь, Мёртвые души, том второй (ранняя редакция), одна из последних глав
Обладает большим даром убеждения. Пытался и Чичикова, аки заблудшую овцу, склонить к осуществлению своей великой идеи и тот, под влиянием обстоятельств, почти уже согласился. Уговорил князя отпустить Чичикова из тюрьмы.
- Вишнепокромов Варвар Николаевич.
- Ханасарова Александра Ивановна — очень богатая старая горожанка.

" — «Есть у меня, пожалуй, трёхмиллионная тётушка» — сказал Хлобуев, — «старушка богомольная: на церкви и монастыри даёт, но помогать ближнему тугенька. Прежних времён тётушка, на которую бы взглянуть стоило. У ней одних канареек сотни четыре, моськи, приживалки и слуги, каких уж теперь нет. Меньшому из слуг будет лет под шестьдесят, хоть она и зовёт его: „Эй, малый!“ Если гость, как-нибудь себя не так поведёт, так она за обедом прикажет обнести его блюдом. И обнесут. Вот какая!»"
— Н. В. Гоголь, Мёртвые души, том второй (ранняя редакция), глава четвёртая
Умерла, оставив путаницу с завещаниями, чем и воспользовался Чичиков.
- Юрисконсульт-философ — очень опытный и изворотливый деляга и крючкотвор с крайне изменчивым поведением в зависимости от вознаграждения. Затрапезный внешний вид создаёт контраст шикарности обстановки его дома.
- Самосвистов — чиновник. «Продувная бестия», кутила, боец и большой актёр: может не столько за взятку, сколько ради удалого лихачества и насмешки над вышестоящими начальниками провернуть или, наоборот, «замотать» любое дело. Не брезгует при этом подлогами и переодеваниями. За тридцать тысяч на всех согласился выручить Чичикова, угодившего в тюрьму.

«В военное время человек этот наделал бы чудес: его бы послать куда-нибудь пробраться сквозь непроходимые, опасные места, украсть перед самым носом у врага пушку… И за неимением военного поприща… он пакостил и гадил. Непостижимое дело! с товарищами он был хорош, никого не продавал, и, взявши слово, держал; но высшее над собой начальство он считал чем-то вроде неприятельской батареи, сквозь которую нужно пробиваться, пользуясь всяким слабым местом, проломом или упущением»
— Н. В. Гоголь, Мёртвые души, том второй (ранняя редакция), одна из последних глав
- Генерал-губернатор — князь; последний персонаж в этом томе, ещё один обладатель довольно спорных достоинств: до крайностей порядочный и до дрожи гневливый человек, до омерзения и зуботычин сапогом не терпящий нечестивцев и преступителей закона; способен на крайние и злые меры ради победы добра. Хотел судить Чичикова по всей строгости, но когда пошёл поток всяких несуразностей, устроенных юрисконсультом, Самосвистовым и другими, а главное — под влиянием уговоров Муразова, вынужден был отступить и отпустить главного героя; последний, в свою очередь, выйдя из тюрьмы и быстро, как дурной сон, забыв муразовские увещевания, сделал новый фрак и на другой день укатил из города. В руки правосудия князя попал и Тентетников. В конце сохранившейся рукописи князь собирает всех чиновников и сообщает, что ему открылась бездна беззакония, собирается просить императора о предоставлении ему особых полномочий и обещает всем большие разбирательства, по-военному быстрый суд и репрессии, а заодно взывает к совести присутствующих.

«… Само собой разумеется, что в числе их пострадает и множество невинных. Что ж делать? Дело слишком бесчестное и вопиёт о правосудии… Я должен обратиться теперь только в одно бесчувственное орудие правосудия, в топор, который должен упасть на головы… Дело в том, что пришло нам спасать нашу землю; что гибнет уже земля наша не от нашествия двадцати иноплеменных языков, а от нас самих; что уже мимо законного управленья образовалось другое правленье, гораздо сильнейшее всякого законного. Установились свои условия, всё оценено, и цены даже приведены во всеобщую известность…»
— Н. В. Гоголь, Мёртвые души, том второй (поздняя редакция), одна из последних глав
На этой гневно-праведной речи перед чинным собранием рукопись обрывается.
- По воспоминаниям протоиерея Матфея Константиновского, духовного наставника Н. В. Гоголя, лично читавшего тетради со свежими рукописями его II тома, в них фигурировали священник и губернатор. «В одной или двух тетрадей, — вспоминает протоиерей Матфей, — был описан священник. Это был живой человек, которого всякий узнал бы, и прибавлены такие черты, которых… во мне нет, да к тому же ещё с католическими оттенками, и выходил не вполне православный священник. Я воспротивился опубликованию этих тетрадей, даже просил уничтожить. В другой из тетрадей были наброски… только наброски какого-то губернатора, каких не бывает. Я советовал не публиковать и эту тетрадь, сказавши, что осмеют за неё даже больше, чем за Переписку с друзьями»[11][12].

## Время действия
В поэме нет чёткого указания на время происходящих событий, хотя есть ряд противоречащих друг другу косвенных признаков. Ниже приведены самые явные противоречия, но это далеко не полный список.
В тексте время действия характеризуется словами «вскоре после достославного изгнания французов», то есть не ранее 1813 года. Обсуждение гипотезы «не есть ли Чичиков переодетый Наполеон» с упоминанием о нахождении Наполеона на острове Святой Елены указывает, что события должны бы происходить в период 1815—1821 годов (между отправкой на остров Святой Елены и датой смерти Наполеона).
Но в книге несколько раз упоминается «жандармский офицер» в полицейском контексте, а Отдельный корпус жандармов в Российской империи был образован в 1826 году, при этом функции политической полиции он получил в конце апреля 1827 года.
Описание заключения сделок — «крепости были записаны, помечены, занесены в книгу и куда следует, с принятием полупроцентовых и за припечатку в „Ведомостях“» — ещё более отдаляет время действия, так как «Губернские ведомости» начали выходить в России с 1838 года.
Ревизские сказки в описываемый период составлялись дважды: на основании Высочайшего манифеста от 20 июня (2 июля)  1815 года — в 1816 году (VII ревизия) и на основании Высочайшего манифеста от 16 (28) июня 1833 года — в 1834 году (VIII ревизия). События должны произойти через несколько лет после подачи ревизской сказки, чтобы умерших или бежавших крепостных уже было достаточно много для их покупки.

## Литературный анализ
В советском литературоведении трёхчастная структура «Мёртвых душ» отождествляется с поэмой Данте Алигьери «Божественная комедия» — первый том «Мёртвых душ» будто бы идейно соотносится с «Адом», второй — с «Чистилищем», третий — с «Раем».
Писатель Дмитрий Быков считает, что «Мёртвые души» — поэма о странствиях подобно «Одиссее» Гомера, над переводом которой в то время работал Жуковский. Быков отмечает, что в основе национальной литературы, как правило, лежат два эпических мотива: странствие и война. В греческой литературе это «Одиссея» и «Илиада», в русской — это «Мёртвые души» Гоголя и «Война и мир» Толстого. Странствия Чичикова подобны странствованиям Одиссея (Чичиков: «Жизнь моя подобна судну среди волн»). Прослеживается также аналогия следующих персонажей: Манилов — сирена, Собакевич — Полифем, Коробочка — Цирцея, Ноздрёв — Эол.
Писательница Елена Сазанович считает, что всё намного проще. «По сей день среди нас живут пять характеров гоголевских помещиков. Слащавые паразиты маниловы, безалаберные панибраты ноздрёвы, сетующие торгашки коробочки, твердолобые грубияны собакевичи, патологические скряги плюшкины. Ни одного утешения! Мёртвые души. Умирание человеческого в человеке. Сегодня они живучи, как никогда. И, конечно, — главный мерзавец. Чичиков. Этакий мошенник, авантюрист, скупающий мёртвые души. Точнее, по Гоголю, — „хозяин“, „приобретатель“, а по-простому — подлец…», — написала она в эссе «Николай Васильевич Гоголь. Живые и мёртвые души» (в авторской рубрике «100 книг, которые потрясли мир», журнал «Юность» № 04, 2013).

### Образ России
Как пишет исследователь Гоголя Эдита Бояновская, «Мертвые души» «представляет русскую самобытность как каталог недостатков и пороков». Главной темой при описании России является Россия современная Гоголю, а именно её бюрократия и коррупция. Описание России в творчестве Гоголя Бояновская характеризует как неглубокое, по сравнению с изображением Украины в других произведениях.
В поэме дан образ России в виде стремительной тройки лошадей, которой «дают дорогу другие народы и государства»:

Не так ли и ты, Русь, что бойкая необгонимая тройка несёшься? 

[…] … куда ж несёшься ты? дай ответ. Не даёт ответа. Чудным звоном заливается колокольчик; гремит и становится ветром разорванный в куски воздух; летит мимо всё, что ни есть на земли, и, косясь,  постораниваются и дают ей дорогу другие народы и государства.
— «Мёртвые души» — том 1, глава 11 — окончание главы.
В зарубежных источниках высказывалось мнение, что образ «Птицы-тройки» долгое время служил для оправдания исключительности и морального превосходства России над другими народами:

Гоголь описывает Россию как страну, глубоко поражённую пороками и коррупцией, но именно эта нищета и греховность определяет её мистическое возрождение. В тройке едет мошенник Чичиков, а управляет ею пьяница-кучер, но этот образ трансформируется в символ избранной Богом страны, блестяще опережающей другие страны.
Оригинальный текст (англ.)The quote has long been used to justify Russian exceptionalism and moral superiority. Gogol describes Russia as a deeply flawed and corrupt country, but it is precisely its misery and sinfulness that entitles it to mystical regeneration. His troika carries a swindler, Chichikov, and his drunken coachman, but it is transformed into the symbol of a God-inspired country that gloriously surpasses all others.

## Иллюстрации
Иллюстрации к роману «Мёртвые души» создавали выдающиеся русские и зарубежные художники.
- Классическими работами стали рисунки Александра Агина, гравированные его постоянным сотрудником Евстафием Бернардским.

- Ноздрёв 
А. А. Агина
- Собакевич 
А. А. Агина
- Плюшкин 
А. А. Агина
- Дама просто приятная и дама, приятная во всех отношениях

«Сто рисунков к поэме Н. В. Гоголя „Мёртвые души“» выходили в 1848—1847 годах тетрадями по четыре гравюры на дереве в каждой. Помимо Бернардского, в гравировании иллюстраций принимали участие его ученики Ф. Бронников и П. Куренков. Полностью вся серия (104 рисунка) была опубликована в 1892 году и фототипически повторена в 1893 году. В 1902 году, когда истёк срок действия исключительных авторских прав на сочинения Гоголя, принадлежащие петербургскому издателю А. Ф. Марксу; вышло два издания «Мёртвых душ» с рисунками А. А. Агина (Санкт-Петербургской электропечатни и издательства Ф. Ф. Павленкова). В 1934 и 1935 годах книгу с иллюстрациями Агина выпустило Государственное издательство художественной литературы. В 1937 году «Мёртвые души» с рисунками Агина, перегравированными М. Г. Приданцевым и И. С. Неутолимовым, выпустило издательство «Academia». Позднее гравюры Е. Е. Бернардского репродуцировались фотомеханическим способом (Дагестанское государственное издательство, Махачкала, 1941; Детское государственное издательство, 1946, 1949; Гослитиздат, 1961; рекламно-компьютерное агентство «Труд», 2001). Иллюстрации Агина воспроизводились также в зарубежных изданиях «Мёртвых душ»: 25 из них в немецком переводе, вышедшем в 1913 году в Лейпциге; 100 — в издании, выпущенном издательством Цандера в Берлине без указания года. Рисунки Агина репродуцировались в издании берлинского издательства «Ауфбау Ферлаг» (1954).
- Другая признанная серия иллюстраций к роману принадлежит Петру Боклевскому.

- Ноздрёв 
П. М. Боклевского
- Собакевич 
П. М. Боклевского
- Плюшкин 
П. М. Боклевского
- Манилов 
П. М. Боклевского

Над иллюстрациями к «Мёртвым душам» художник начал работать в 1860-х годах. Однако первая публикация относится к 1875 году, когда 23 выполненных акварелью портрета гоголевских героев, воспроизведённых в технике ксилографии, напечатал московский журнал «Пчела». Затем в журнале «Живописное обозрение» в 1879, 1880, 1887 годах появились ещё семь рисунков. Первым самостоятельным изданием иллюстраций Боклевского стал «Альбом гоголевских типов» (Санкт-Петербург, 1881), изданный Н. Д. Тяпкиным с предисловием В. Я. Стоюнина. Альбом составили 26 рисунков, ранее публиковавшиеся в журналах. Его неоднократно переиздавали в технике ксилографии петербургские типографы С. Добродеев (1884, 1885), Э. Гоппе (1889, 1890, 1894). В 1895 году московский издатель В. Г. Готье издал альбом в новой технике фототипии с предисловием Л. А. Бельского. Альбом 1881 года с рисунками Боклевского был факсимильно репродуцирован в Германии берлинским издательством «Рюттен унд Лонинг» (1952). Рисунки Боклевского в качестве собственно иллюстраций использовались нечасто. Наиболее полно они были представлены в 5-м томе «Полного собрания сочинений» Н. В. Гоголя, предпринятого издательством «Печатник» (Москва, 1912). Позднее рисунками Боклевского иллюстрировались издание «Мёртвых душ» (Гослитиздат, 1952) и 5-й том «Собрания сочинений» Гоголя (Гослитиздат, 1953). Семь овальных погрудных изображений Чичикова, Манилова, Ноздрева, Собакевича, Плюшкина, капитана Копейкина, Тентетникова в «Собрании сочинений» напечатаны на мелованной бумаге на отдельных листах в технике автотипии.
- П. П. Соколов, сын живописца П. Ф. Соколова, вначале выполнил цикл цветных акварелей (находятся в Государственном Русском музее). Несколько лет спустя художник возвратился к темам «Мёртвых душ» и в 1890-х годах выполнил серию чёрно-белых акварелей. Первоначально его работы были опубликованы в виде почтовых открыток в начале 1890-х годов и были изданы в виде альбома в 12 листов. В 1891 году в виде альбома изданы цветные акварели Петра Петровича Соколова, опубликованные первоначально в виде почтовых открыток. В качестве книжных иллюстраций чёрно-белые акварели Соколова впервые были использованы в «Иллюстрированном полном собрании сочинений» Гоголя московского издательства «Печатник» в 1911—1912 годах. В 1947 году 25 рисунков Соколова были воспроизведены на отдельных листах в издании, выпущенном в серии Гослитиздата «Русская классическая литература».
- Живописец-передвижник В. Е. Маковский писал акварели на темы «Мёртвых душ» в 1901—1902 годах, не предназначая свои работы на роль иллюстраций. В отличие от Боклевского, предпочитавшего «портреты» героев, у Маковского преобладают многофигурные композиции и пейзажи; большое значение придаётся достоверно воссоздаваемым интерьерам. Работы Маковского были опубликованы в 1902 году в издании «Народной пользы», затем в 1948 году (репродуцировано 25 акварелей) и в 1952 годах (четыре листа иллюстраций) в изданиях Гослитиздата.
- Петербургский издатель А. Ф. Маркс в 1901 году осуществил иллюстрированное издание «Мёртвых душ», к подготовке которого была привлечена большая группа художников под руководством П. П. Гнедича и М. М. Далькевича: пейзажи исполняли Н. Н. Бажин и Н. Н. Хохряхов, бытовые сцены — В. А. Андреев, А. Ф. Афанасьев, В. И. Быстренин, М. М. Далькевич, Ф. С. Козачинский, И. К. Маньковский, Н. В. Пирогов, Е. П. Самокиш-Судковская, инициалы и виньетки — Н. С. Самокиш. Всего для издания 1901 года было сделано 365 иллюстраций, с концовками и виньетками — 560, из них 10 иллюстраций воспроизведены гелиогравюрой и напечатаны на отдельных листах, остальные помещены в тексте и напечатаны в технике автотипии. На приобретение у художников прав на использование иллюстрационных оригиналов Маркс затратил значительную сумму — около 7000 рублей. Такое издание до 2010 г. больше не повторялось, лишь отдельные рисунки из него были использованы в болгарском издании 1950 года. В 2010 году издательством Вита Нова выпущена книга, где воспроизведён полный комплект иллюстраций (365 рисунков) издания А. Ф. Маркса. В приложении к книге — историко-аналитический очерк об иллюстрировании поэмы Гоголя в XIX веке, написанный петербургским искусствоведом Д. Я. Северюхиным.
- Издание 1909 года, осуществлённое И. Д. Сытиным, иллюстрировано З. Пичугиным и С. Ягужинским, работы которых не внесли сколько-нибудь значительного вклада в иконографию гоголевской поэмы.
- В 1923—1925 годах Марк Шагал создал серию офортов, посвящённых «Мёртвым душам». Французское издание поэмы с шагаловскими иллюстрациями так и не появилось. В 1927 художник подарил работы Третьяковской галерее, где они периодически выставлялись. Текст поэмы и иллюстрации соединились только в 2004 году в издании «Н. В. Гоголь „Мёртвые души. Иллюстрации Марка Шагала.“» ISBN 5-9582-0009-7.
- В 1953 году Государственное издательство детской литературы Министерства Просвещения РСФСР выпустило поэму со 167 рисунками художника А. М. Лаптева. Эти иллюстрации использовались и при последующих переизданиях данной книги[21]
- В 1981 году издательством «Художественная литература» изданы «Мёртвые души» (текст печатался по изданию Н. В. Гоголь. Собрание сочинений в шести томах, т. 5. М. Гослитиздат, 1959) с иллюстрациями В. Горяева.
- В 2013 году в издательстве Вита Нова поэма вышла в свет с иллюстрациями московского художника-графика, известного мультипликатора С. А. Алимова

Шагал начал работу над иллюстрациями к «Мёртвым душам» в 1923 году, выполняя заказ французского маршана и издателя Амбруаза Воллара. Весь тираж был отпечатан в 1927 году.
Книга в переводе текста Гоголя на французский язык А. Монго с иллюстрациями Шагала увидела свет в Париже только в 1948 году, спустя почти десять лет после смерти Воллара, благодаря усилиям другого выдающегося французского издателя — Эжена Териада.

## Переводы
Международную известность поэма «Мёртвые души» начала приобретать ещё при жизни писателя. В ряде случаев сначала выходили переводы фрагментов или отдельных глав романа. В 1846 году в Лейпциге вышел немецкий перевод Ф. Лёбенштейна «Die toten Seelen» (переиздавался в 1871, 1881, 1920), в 1913 вышел другой перевод под названием «Paul Tschitchikow's Irrfahrten oder Die toten Seelen». Спустя три года после первого немецкого перевода появился чешский перевод К. Гавличка-Боровского (1849). Анонимный перевод «Home life in Russia. By a Russian noble» на английский язык вышел в Лондоне в 1854 году. В Соединённых Штатах Америки поэма была впервые издана в переводе И. Хепгуд в 1886 году под заглавием «Tchitchikoff's journeys, or Dead souls» (переиздание в Лондоне в 1887). Впоследствии с названием «Dead souls» различные переводы выходили в Лондоне (1887, 1893, 1915, 1929, 1930, 1931, 1943) и Нью-Йорке (1916, 1936, 1937); иногда роман печатался с названием «Chichikov's journeys; or, Home life in Russia» (Нью-Йорк, 1942) или «Dead souls. Chichikov's journey or Home life in Russia» (Нью-Йорк, 1944). Отрывок на болгарском языке был опубликован в 1858 году. Первый перевод на французском языке издан в 1859 году.
Первый польский перевод двух глав появился в 1844 году в журнале Юзефа Крашевского «Atheneum». Перевод З. Вельгоского, вышедший в 1867, страдал рядом недостатков. Полный литературный перевод романа Владислава Броневского вышел в 1927 году.
Первый перевод первого тома поэмы на украинский язык осуществил Иван Франко в 1882 году. В 1934 году его перевёл Григорий Косынка (редакция В. Подмогильного), в 1935 году вышел перевод в редакции А. Хуторяна, Ф. Гавриша, М. Щербака (два тома поэмы). В 1948 вышел перевод под редакцией К. Шмыговского, в 1952 — под редакцией И. Сенченко (два тома поэмы).
Отрывок «Ноздрёв», переведённый на литовский язык Винцасом Петарисом, был опубликован в 1904 году. Мотеюс Мишкинис подготовил в 1922—1923 годах перевод первого тома, однако тогда он не был опубликован; его перевод вышел в Каунасе в 1938 году и выдержал несколько изданий.
Первым переводом на албанский язык явился фрагмент о русской тройке, опубликованный в 1952 году. На болгарском языке сначала был опубликован отрывок о двух писателях из главы VII (1858), затем перевод первых четырёх глав (1891); полностью роман вышел впервые в 1911.
Первый белорусский перевод был осуществлён в 1952 году Михасём Машарой. Также в 1990 году «Мёртвые души» были переведены на белорусский язык Павлом Мисько.
Полный перевод «Мёртвых душ» на эсперанто осуществлён Владимиром Вычегжаниным и опубликован издательством «Sezonoj» в 2001 году.

## Адаптации Михаила Булгакова
Ряд адаптаций поэмы Гоголя был создан Михаилом Булгаковым в 1920—30-е годы. В 1922 году был опубликован его фельетон «Похождения Чичикова», в котором герои поэмы Гоголя оказывались в России 1920-х годов, и Чичиков делал головокружительную карьеру, становясь миллиардером. В начале 1930-х годов Булгаков написал пьесу «Мёртвые души», успешно поставленную во МХАТе. После этого руководство Первой кинофабрики заключило с Булгаковым договор о написании сценария по поэме Гоголя. Хотя сценарий (под названием «Похождения Чичикова, или Мёртвые души») был написан и несколько раз перерабатывался, постановка по нему осуществлена не была.

## Экранизации и театральные постановки

### Кинематограф
Поэма была неоднократно экранизирована.
- В 1909 году в ателье Ханжонкова снят фильм «Мёртвые души» (режиссёр — Пётр Чардынин).
- В 1960 году снят фильм-спектакль «Мёртвые души» (режиссёр Леонид Трауберг, в роли Чичикова — Владимир Белокуров); в основу этого фильма легла инсценировка поэмы, созданная в 1930 году Михаилом Булгаковым.
- В 1969 году на Ленинградском телевидении снят фильм-спектакль «Мёртвые души» (режиссёр — Александр Белинский, в роли Чичикова — Игорь Горбачёв).
- В 1974 году на студии «Союзмультфильм» по сюжету «Мёртвых душ» сняты два мультипликационных фильма: «Похождения Чичикова. Манилов» и «Похождения Чичикова. Ноздрёв». Режиссёр-постановщик — Борис Степанцев.
- В 1979 году вышел фильм-спектакль МХАТа им. М. Горького (реж. — В. Богомолов) с В. Невинным в роли Чичикова.
- В 1984 году снят фильм «Мёртвые души» (режиссёр — Михаил Швейцер, в роли Чичикова — Александр Калягин).
- В 2005 году по мотивам «Мёртвых душ» и других произведений Гоголя снят сериал «Дело о „Мёртвых душах“» (режиссёр — Павел Лунгин, в роли Чичикова — Константин Хабенский).
- В 2019 году вольно экранизирована в телесериале «Гоголь». Роль Манилова исполнил Геннадий Смирнов.
- В 2020 году вышел российский сериал «Мёртвые души» режиссёра Григория Константинопольского, в котором образы Гоголя действуют в современной России. В ролях Евгений Цыганов (Чичиков), Александр Робак (Собакевич), Дмитрий Дюжев (Манилов), Елена Коренева (Коробочка), Тимофей Трибунцев (Ноздрев), Алексей Серебряков (Плюшкин).

### Театр
Поэма многократно инсценировалась в России. Часто постановщики обращаются к пьесе-инсценировке М. Булгакова по одноимённому произведению Гоголя (1932).
- 1933 — МХАТ, «Мёртвые души» (по пьесе М. Булгакова). Режиссёр — В. Немирович-Данченко.
- 1978 — Московский театр драмы и комедии на Таганке, «Ревизская сказка». Постановка — Ю. Любимова.
- 1979 — Московский драматический театр на Малой Бронной, «Дорога». Постановка — А. Эфроса.
- 1988 — Московский драматический театр им. Станиславского, Моноспектакль «Мёртвые души». Режиссёр: М. Розовский В ролях: Александр Филиппенко.
- 1993 — Санкт-Петербургский театр «Русская антреприза» имени Андрея Миронова, «Мёртвые души» (по произведениям М. Булгакова и Н. Гоголя). Режиссёр — Влад Фурман. В ролях: Сергей Русскин, Николай Дик, Алексей Федькин.
- 1999 — Московский государственный театр «Ленком», «Мистификация» (по пьесе Н. Садур «Брат Чичиков» фантазии по мотивам поэмы Н. Гоголя «Мёртвые души»). Постановка — М. Захарова. В ролях: Дмитрий Певцов, Татьяна Кравченко, Виктор Раков.
- 2000 — «Современник», «Мёртвые души». Режиссёр — Дмитрий Жамойда. В ролях: Илья Дренов, Кирилл Мажаров, Яна Романченко, Татьяна Корецкая, Рашид Незаметдинов.
- 2005 — Театр им. Маяковского, «Мёртвые души». Режиссёр — Сергей Арцибашев. В ролях: Даниил Спиваковский, Светлана Немоляева, Александр Лазарев, Игорь Костолевский.
- 2005 — Национальный академический театр имени Янки Купалы (Минск, Республика Беларусь), «Чичиков». Режиссёр — Валерий Раевский, костюмы и сценография — Борис Герлован, композитор — Виктор Копытько. В спектакле заняты как народные и заслуженные артисты Беларуси, так и молодые актёры. Роль жены полицмейстера играет Светлана Зеленковская.
- 2006 — Московский театр-студия Олега Табакова, «Похождение, составленное по поэме Н. В. Гоголя „Мёртвые души“». Режиссёр — Миндаугас Карбаускис. В ролях: Сергей Безруков, Олег Табаков, Борис Плотников, Дмитрий Куличков.
- 2006 — Государственный академический центральный театр кукол имени С. В. Образцова, «Концерт для Чичикова с оркестром». Режиссёр — Андрей Денников. В ролях: Андрей Денников, Максим Мишаев, Елена Поварова, Ирина Яковлева, Ирина Осинцова, Ольга Алисова, Яна Михайлова, Алексей Певзнер, Александр Аносов.
- 2009 — Свердловский государственный академический театр музыкальной комедии, «Мёртвые души». Либретто Константина Рубинского, композитор — Александр Пантыкин.
- 2010 — Омский государственный музыкальный театр, «Мёртвые души». Либретто Ольги Ивановой и Александра Бутвиловского, стихи Сергея Плотова, композитор — Александр Журбин.
- 2013 — Гоголь-центр (Москва, Россия). Режиссёр — Кирилл Серебренников.
- 2013 — Коляда-театр (Екатеринбург, Россия), «Мёртвые души». Автор инсценировки и режиссёр — Николай Коляда. В ролях: Любовь Ворожцова, Сергей Фёдоров, Олег Ягодин, Максим Чопчиян, Светлана Колесова, Василина Маковцева, Ринат Ташимов.
- 2013 — Омский театр для детей и молодёжи (Омск, Россия), «Мой милый Плюшкин». Режиссёр — Борис Гуревич.
- 2017 — театр «Поиск» (Лесосибирск, Россия). Режиссёр — Олег Липовецкий. Спектакль получил 6 номинаций на премию «Золотая маска»[28].
- 2018, февраль — Пермский ТЮЗ (Пермь, Россия), «Мёртвые души». Режиссёр-постановщик — Владимир Гурфинкель. Автор пьесы — Илья Губин. Среди героев спектакля — следователь Третьего отделения Собственной Его Императорского Величества канцелярии, отсутствующий в тексте поэмы[29].
- 2019 — Народный драматический театр-студия «Артель» (Подольск, Россия), «Похождения Ч…». Режиссёр — О. Огонькова, художник-постановщик — О. Фарафонова.
- 2019, октябрь — Тюменский драматический театр (Тюмень, Россия) «Мёртвые души». Режиссёр-постановщик и хореограф — Ирина Ткаченко, автор пьесы — Илья Губин, композитор — Ольга Шайдулина. Жанр спектакля определён как музыкальный фарс. Одной из центральных ролей в спектакле является роль Губернатора, которого играет директор театра Сергей Осинцев[30].
- 2021 — Театр им. Е. Б. Вахтангова, «Мёртвые души». Постановка Владимира Иванова. Жанр спектакля определён как «галопад в двух действиях». Особенностью спектакля является участие в нём только двух актёров, которые показывают всех персонажей. Она — Мария Аронова, Он — Владислав Гандрабура.
- 2024 - Московский театр на Юго-Западе (Москва, Россия), «Мертвые души». Режиссер - Михаил Белякович. Постановка в жанре мистического триллера по мотивам произведения Н. Гоголя.
- 2025 — «ГОГОЛЬ. ЧИЧИКОВ. ИГРА». Краснодарский театр «Гелиос». Режиссер-постановщик Екатерина Константинова, сорежиссер Эдуард Степанян. Премьера состоялась 26 января 2025 года.

### Опера
Написанная Родионом Щедриным в 1976 году опера «Мёртвые души» была поставлена 7 июня 1977 года в московском Большом театре. Реж. — Борис Покровский. Главные партии: А. Ворошило (Чичиков), Л. Авдеева (Коробочка), В. Пьявко (Ноздрев), А. Масленников (Селифан). Дирижёр — Юрий Темирканов, позднее перенёсший оперу в Кировский (Мариинский) театр в Ленинграде. Фирмой «Мелодия» на виниловых пластинках была выпущена запись, позднее переизданная за рубежом фирмой «BMG».

## Реконструкция
Известна также реконструкция второго и третьего тома, написанная Юрием Авакяном.